# Коэн, Итан (сценарист)
Итан Коэн (англ. Etan Cohen, род. 14 марта 1974, Назарет, Северный округ) — американский сценарист и режиссёр.

## Биография
Родившись в Иерусалиме, Коэн вырос в Эфрате, Израиль и Шароне, штат Массачусетс. Он окончил школу Маймонида и Гарвардский колледж, где писал для издания «Harvard Lampoon».
Его первые пошедшие в разработку сценарии были написаны в 1995 и 1997 годах для сериала «Бивис и Баттхед». С тех пор он написал несколько сценариев, воплощённых на экране Майком Джаджем, в том числе для сериала «Царь горы» с 2001 по 2005 год и для фильма «Идиократия» в 2006 году. В конце 1990-х годов он писал сценарии для двух других телесериалов: анимированного «Recess» (рус. Большая перемена) и недолго просуществовавшего «It’s Like You Know…» (рус. Это как, ну, ты знаешь…). После работы над «Идиократией» он написал сценарий для эпизода популярного сериала «Американский папаша!» под названием «Failure is not a Factory-Installed Option» (рус. Провал — это не установленная на заводе опция).
В 2008 году Коэн вместе с Беном Стиллером и Джастином Теру написал сценарий для экшн-комедии «Солдаты неудачи». Он также написал «Мадагаскар 2» и в настоящее время работает над версией фильма о Шерлоке Холмсе с Сашей Бароном Коэном и Уиллом Ферреллом.
Columbia Pictures наняла Итана Коэна написать сценарий «Людей в чёрном 3». Другие проекты, в которых Коэн в настоящее время занят, включают фильмы «Candy Land» (рус. Страна сладости), «The Fiance» (рус. Жених) и «Project A» (рус. Проект А).

## Фильмография
| Год         | Фильм                                | Оригинальное название       | Примечание                    |
| ----------- | ------------------------------------ | --------------------------- | ----------------------------- |
| 1995 — 1997 | «Бивис и Баттхед»                    | Beavis and Butt-head        |                               |
| 1999        | «Переменка»                          | Recess                      |                               |
| 1999        | (телесериал)                         | It’s Like You Know…         |                               |
| 2001 — 2005 | «Царь горы»                          | King of the Hill            |                               |
| 2006        | «Идиократия»                         | Idiocracy                   | сценарист                     |
| 2006        | «Американский папаша!» (мультсериал) | Candid Camera               | Одна серия                    |
| 2008        | «Моя жена — умственно отсталая»      | My Wife Is Retarded         | режиссёр, сценарист, продюсер |
| 2008        | «Солдаты неудачи»                    | Tropic Thunder              | сценарист                     |
| 2008        | «Харви Ричардс»                      | Harvey Richards             |                               |
| 2008        | «Мадагаскар 2»                       | Madagascar: Escape 2 Africa | сценарист                     |
| 2012        | «Люди в чёрном 3»                    | Men in Black 3              | сценарист                     |
| 2018        | «Холмс & Ватсон»                     | Holmes and Watson           | режиссёр, сценарист           |
| 2022        | «Плохие парни»                       | The Bad Guys                | сценарист, продюсер           |
| TBA         | «Братья»                             | Brothers                    | сценарист                     |
| TBA         | Мэдрейк-Волшебник                    | Mandrake the Magician       | режиссёр                      |